# Insulahypnus
Insulahypnus là một chi bọ cánh cứng trong họ 
Elateridae.
Chi này được miêu tả khoa học năm 1979 bởi Stibick.

## Các loài
Các loài trong chi này gồm:
- Insulahypnus kuscheli Stibick, 1980
- Insulahypnus lancea Stibick, 1980
- Insulahypnus longicornis (Sharp, 1877)
- Insulahypnus mayae Stibick, 1980
- Insulahypnus wisei Stibick, 1980